# Préceptorie générale de Pont-à-Mousson
La préceptorie générale de Pont-à-Mousson (de preceptoria, en Latin, établissement relevant d'un précepteur) était une maison-Dieu de l'ordre des Antonins, appelés « Antonistes » en Lorraine établie dans la ville de Pont-à-Mousson, dans le département français de la Meurthe-et-Moselle.

## Histoire
Cet établissement médical a été fondé aux alentours de 1217, dans ce bourg modeste qui n'a pas encore obtenu le statut de ville. Située sur la rive droite de la Moselle, l'ordre religieux dont elle dépend donne son nom initial au pont de la ville, dit « pont de Saint-Antoine ». Il fallait alors trouver un moyen de soigner les malheureux frappés du mal des ardents, dont des foyers d'épidémie sont relevés constamment en Lorraine, de 991 à 1198.
Les moines antonistes de Pont-à-Mousson font rapidement construire l'église Saint-Martin, comme église conventuelle, sous le vocable de leur saint patron, dans le courant du XIIIe siècle. Ils en seront délogés en 1574 par les frères Jésuites de la toute nouvelle université.
À une date ultérieure, cette préceptorie garde un certain poids politique au sein de son ordre monastique, au point par exemple de se quereller encore, au XVIe siècle, pour garder la primauté sur la préceptorie éloignée de Maastricht.
Le 12 novembre 2023, trois sépultures ont été mises à jour sous la place Saint-Antoine, certains indices laissant penser qu'il aurait pu s'agir de moines antonistes.

## Passé antoniste à Pont-à-Mousson
L'ordre hospitalier de Saint-Antoine a laissé quelques traces de sa présence dans la ville de Pont-à-Mousson .
De nombreuses décorations et monuments de l'église Saint-Martin sont le fruit du mécénat des moines antonistes, comme l'ensemble de la mise au tombeau.
La place Saint-Antoine, derrière la mairie, sur la rive gauche tire son nom de l'ordre des moines.
Une borne de marquage dans la forêt du Bois-le-Prêtre témoigne d'une parcelle appartenant à la préceptorie de Pont-à-Mousson.
En réalité, une vingtaine de bornes portant le TAU existent encore dans les massifs forestiers des Côtes de Moselle, au sud de Pont à Mousson. Généralement, elles servaient à délimiter les propriétés forestières appartenant à l'ordre hospitalier de Saint-Antoine. 
Référence est faite à deux reprises aux moines antonistes et à leurs fameux « cochons de Saint-Antoine » dans les pages de la bande dessinée Albéric chez les Mussipontains, tout d'abord au début de l'album, au Moyen Âge, lors d'une scène comique avec leurs fameux cochons, puis à la Renaissance, en évoquant la légende du spectre de l'église Saint-Martin.